# Matthias Kaul
Matthias Kaul (* 29. Januar 1949 in Hamburg; † 1. Juli 2020) war ein deutscher Perkussionist und Komponist.

## Leben
Kaul studierte nach dem Abitur Schlagzeug an der Hochschule für Musik und Theater Hamburg und war fünf Jahre lang Mitglied des Hamburger Instrumentalensembles Hinz & Kunst. Anschließend und teilweise auch schon während seines Studiums wirkte er gastweise als Schlagzeuger bei mehreren norddeutschen Symphonieorchestern mit. Zwischen 1977 und 1980 bereiste er Afrika, um die traditionelle Musik verschiedener Volksstämme (Xhosa, Samburu und Maasai) zu studieren. Im Jahre 1983 gründete er das Ensemble L’art pour l’art. Ab 1987 spielte er bei zahlreichen Radioaufnahmen und Festivals Perkussionsinstrumente und Glasharmonika und erschien auf CDs mit eigenen Werken und Kompositionen anderer Komponisten wie Alvin Lucier, John Cage, Vinko Gobokar und Christian Wolff. Als Improvisator spielte er ab 1990 im Duo mit dem amerikanischen Geiger Malcolm Goldstein. Er war der Erfinder zahlreicher Instrumente, darunter die Matthias Kaul-„Overtonedrum“ sowie die Oberton-Triangel. „Er baute dabei nicht nur eigene und oft sehr skurrile Instrumente, sondern brachte auch banale Alltagsgegenstände zum Klingen.“ Gemeinsam mit seiner Frau, der Flötistin Astrid Schmeling, gründete er 1999 die Kinderkompositionsklasse Winsen. Im Jahr 2018 wurde er als Mitglied in die Freie Akademie der Künste in Hamburg aufgenommen. Matthias Kaul starb im Alter von 71 Jahren „mitten in der Arbeit an einem fast vollendeten Werk“ für das Projekt „Sternbild: Mensch“ des „KlangForum Heidelberg“.

## Auszeichnungen
- 2003: Aufnahme in die Bestenliste für den Preis der deutschen Schallplattenkritik mit „Bread and Roses“[8]
- 2004: Aufnahme in die Bestenliste für den Preis der deutschen Schallplattenkritik mit „Toucher“[9]
- 2007: Aufnahme in die Bestenliste für den Preis der deutschen Schallplattenkritik mit „Cover Versions“[10]
- 2009: Förderpreis Musikvermittlung für die Kinderkompositionsklasse Winsen[11]
- 2011: Junge Ohren Preis für die Kinderkompositionsklasse Winsen[12]
- 2012: Jahrespreis der deutschen Schallplattenkritik für „Haltbar gemacht“[13]
- 2012: Klassik-Echo für „Haltbar gemacht“ in der Kategorie „Klassik für Kinder“[14]

## Werke
Kauls kompositorisches Werk umfasst über 100 Kompositionen aus den Bereichen Kammermusik, Chor, Hörspiel und Musiktheater und ist nachhaltig geprägt von seiner Biografie als Schlagzeuger. Von Anfang an war er Improvisator und entwickelte in der Zusammenarbeit mit anderen Improvisatoren das Spektrum seiner Ausdrucksmöglichkeiten. Unabhängig von den in den Zentren der zeitgenössischen Musik vorherrschenden Strömungen hat Kaul seine Werke stets im unmittelbaren Erleben als ausübender Musiker geschaffen und eher experimentell nach neuen Ausdrucksformen gesucht. Er hat nie Komposition an einer Hochschule studiert. „Sein Kompositionsunterricht bestand daraus, dass er viele hundert Werke anderer Komponisten zur Uraufführung brachte.“ „Anhand von Werken von Hans Werner Henze, Vinko Globokar, André Jolivet, Mathias Spahlinger und Mauricio Kagel lernte Kaul die verschiedensten ästhetischen Ansätze, künstlerischen Sichtweisen und Kompositionspraktiken kennen.“ Darüber hinaus schrieben Komponisten wie Hans-Joachim Hespos eigens Werke für Kaul, was wiederum dessen Stil beeinflusste. „Experimentierfreude und striktes Ablehnen von Schubladendenken zeichnen seine Arbeit aus. Wenn er die Spieltechniken des traditionellen Instrumentariums erweitert, dann immer unabhängig von jeglichem Dogmatismus.“

### Kammermusik (Auswahl)
- Listen this is for You, Kona – für Schlagzeug und Feedbackbottle (2004)
- Kafkas Heidelbeeren – Imaginäres Vokal- und Instrumentaltheater (2005)
- Silence Is my Voice – für Stimme mit Mundlautsprecherzuspielungen (2005)
- Delikatessen – für 3 Spieler in einer Würstchenbude (2006)
- Some Changes – für Stimme, Flöte, Gitarre, Schlagzeug (2007)
- fremd, bestimmt – für 6 Vokalisten mit Mundlautsprechern (2008)
- Salty – für Akkordeon Kontrabass und Zuspielband (2008)
- Töne – für 6 Spieler mit 18 Blumentöpfen (2009)
- Bell Air – für 6 Schlagzeuger mit 36 Glocken (2010)
- Wheeled – für 5 Schlagzeuger mit 5 Fahrrädern (2010)
- Stuff from Above – für 4 Schlagzeuger (2011)
- Recycling – für 5 Schlagzeuger (2012)
- Konzert für Panoramahorn und Ensemble (2015)

### Musiktheater
- Relax
- Kafkas Heidelbeeren
- Electric Bath – für einen Performer

### Musiktheater für Kinder
- Kuckuck im Koffer
- Die Menschenfresserin
- Oliver Twist (2004)

### Hörspiele
- Undine geht, mit E. Bohde (1994)
- Fuge mit einigen Freiheiten, mit E. Bohde (1996)
- Das Buch der schönen Stimmen, mit E. Bohde (1997)
- Electric Bath – für einen badenden Schlagzeuger (2003–2004, WDR)
- Some Rooms in my room (2006; WDR Erstsendung 2007)
- Audible Edibles (2009, WDR)
- Schrammen (2011, WDR Erstsendung)
- Umbauter Raum (2013; HR Erstsendung 2013)
- Fake Dimensions (2013; WDR)
- My Snare Drum gently weeps (2017)

## Publikationen und Gespräche
- Amadeu Antonio Kiowa. In: MusikTexte Nr. 86/87, 2000
- Mazza. In: Amadeus 1, Klett &Lugert, Stuttgart, 2000
- Spannungen und Entspannungen – Matthias Kaul im Gespräch mit Bernhard Günther, in: Programmbuch zu Musikfestival „Rainy Days“, Luxemburg, 2003
- Lesen, was für ein Vergnügen – Über das Opernprojekt Oliver Twist. In: Programmbuch der Oper Hamburg, Hamburg, 2004
- Mozart ist eine Haltung. In: Mozart am Werk, Dokumentation über Lehrlingsprojekte der Jeunesse Österreich, 2006
- Der Zauber des Vergänglichen. Über Low-Tech-Instrumente, Kunst als Risiko und das Scheitern in Schönheit, erfasst mit Stephan Froleyks, In: Neue Zeitschrift für Musik 01/2007, S. 20 ff
- Fernes. In: fragmen – Beiträge, Analysen und Meinungen zur neuen Musik, Saarbrücken (Pfau), 2007, S. 11
- Haben Sie aufgehört?. oder: Die Grenzen der Freiheit. In: Dieter A. Nanz (Hrsg.): Aspekte der Freien Improvisation in der Musik, Hofheim (Wolke) 2011, 53–59
- Musikerfindung in Beziehung zur Welt, erfasst mit Astrid Schmeling, In: (Hrsg.)?: Komponieren mit Schülern, Regensburg (con brio), 2011

## Diskographie
- John Cage – Variations II, Eight Whiskus, Music for Two Ryoanji (Matthias Kaul: Perkussion, Glasharmonika); WERGO
- Christian Wolff – Bread and Roses (Matthias Kaul: Perkussion, Stimme, Drehleier); Wergo
- Alvin Lucier – Nothing is Real (Matthias Kaul: Perkussion, Stimme, Piano); Wergo
- Vinko Globokar – Toucher  (Matthias Kaul: Perkussion und Stimme); Wergo
- John Cage – Cage after Cage (Matthias Kaul: Perkussion); Wergo